# آلیچه رورواکر
آلیچه رورواکر (ایتالیایی: Alice Rohrwacher، ایتالیایی: [aˈliːtʃe rorˈvaːker] ()، تلفظ آلمانی: [ˈʁoːɐ̯ˌvaxɐ]؛ زادهٔ ۲۹ دسامبر ۱۹۸۱) کارگردان فیلم، تدوینگر و فیلمنامه‌نویس ایتالیایی است.

## زندگی‌نامه
آلیچه رورواکر در فیزوله توسکانی از مادری ایتالیایی و پدر آلمانی به دنیا آمد. او جوانیش را در شهر کاستل جورجو، جایی که مادرش در آنجا به دنیا آمده و پدرش به عنوان یک پرورش دهنده زنبور فعالیت داشت؛ گذراند. او خواهر آلبا رورواچر بازیگر زن ایتالیایی است.
رورواکر در دانشگاه تورین به مطالعه ادبیات و فلسفه پرداخته‌است؛ و سپس به صورت ویژه در مدرسه هولدن شهر تورین فیلمنامه‌نویسی را فرا گرفت.
اولین تجربه وی در مقام فیلم‌سازی به سال ۲۰۰۶ برمی گردد. جایی که او قسمتی از مستند ایتالیایی چکوسامانکا را کارگردانی کرد. در سال ۲۰۱۱ اولین فیلم بلند سینمایی خود را با نام کالبد آسمانی ساخت؛ که در بخش دو هفته با کارگردانان جشنواره کن نمایش داده شد؛ که تحسین منتقدان را نیز برانگیخت.
دومین فیلم سینمایی رورواکر با نام شگفتی‌ها در بخش مسابقه اصلی جشنواره کن سال ۲۰۱۴ حضور دارد. داستان این فیلم دربارهٔ جلسومینای ۱۲ ساله (که بی‌شباهت به جلسومینای جادهٔ فلینی نیست)، بزرگترین فرزند یک خانواده است. پدر و مادر جلسومینا هردو دانشجویان انقلابی هستند، پدر آلمانی و مادر ایتالیایی که زندگی درحومه توسکان را انتخاب کردند و حرفه‌شان زنبورداری است. اما آن‌ها با تهدیدهای متفاوتی روبه رو هستند، کشتن زنبورهای‌شان توسط همسایه و…
این فیلم با واکنش نسبتاً خوب منتقدان روبه رو شد. و توانست جایزه بزرگ جشنواره را از آن خود کند.

## فیلمشناسی
- بدن بهشتی (۲۰۱۱)
- شگفتی‌ها (۲۰۱۴)
- لازاروی خوشحال (۲۰۱۸)